# Sanya E-Prix

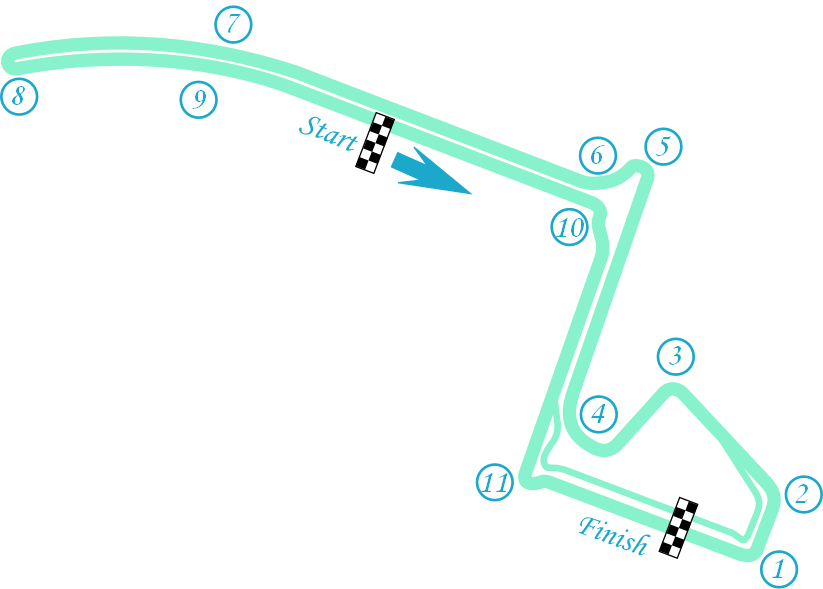

Der Sanya E-Prix ist ein Automobilrennen der FIA-Formel-E-Meisterschaft in Sanya, Volksrepublik China. Es wurde erstmals am 23. März 2019 im Rahmen der FIA-Formel-E-Meisterschaft 2018/19 ausgetragen.

## Geschichte
Der erste Sanya E-Prix fand auf der Formel-E-Rennstrecke Sanya statt. Jean-Éric Vergne gewann das Rennen vor Oliver Rowland und António Félix da Costa.
Am 2. Februar 2020 gaben die Organisatoren der FIA-Formel-E-Meisterschaft bekannt, die für den 21. März 2020 geplante zweite Auflage des Rennens wegen der Coronavirus-Epidemie abzusagen. Man hielt sich dabei jedoch offen, das Rennen auf ein unbestimmtes Datum zu verschieben.

## Ergebnisse
| Auflage | Jahr    | Strecke                    | Sieger                          | Zweiter                        | Dritter                                            | Pole-Position                  | Schnellste Runde                |
| ------- | ------- | -------------------------- | ------------------------------- | ------------------------------ | -------------------------------------------------- | ------------------------------ | ------------------------------- |
| 1       | 2018/19 | Formel-E-Rennstrecke Sanya | Jean-Éric Vergne (DS Techeetah) | Oliver Rowland (Nissan e.dams) | António Félix da Costa (BMW i Andretti Motorsport) | Oliver Rowland (Nissan e.dams) | Jean-Éric Vergne (DS Techeetah) |